# 超時空英雄傳說
《超時空英雄傳說》是宇峻科技在1996年製作的一款戰棋遊戲。這也是宇峻科技製作的第一款遊戲。
來自地球的年輕作家孟祈因為誤闖時空裂縫而來到了遊戲中的世界——科隆多世界，並在因緣巧合之下，協助當地人消滅了企圖侵占科隆多世界的黑魔神。
遊戲是採用單主線模式，並且在部分關卡會出現隱藏關卡讓玩家挑戰難度。玩家在遊戲中將扮演身在異世界的孟祈的角色，率領眾多陸續加入的科隆多世界的人物進行多達三十五場的主線戰役，最終對壘遊戲的最後魔頭——黑魔神。
遊戲在上市之後，得到了許多玩家的熱烈響應與支持，促使了遊戲的第二部——《超時空英雄傳說2 復仇魔神》的誕生。
本遊戲也榮獲1996年台灣CEM年度最佳國產戰略遊戲、1996年台灣CGM年度最佳國產戰略遊戲、1996年台灣SGM年度最佳國產戰略遊戲等殊榮。